# Битва за Гарибпур
Битва за Гарибпур (20 — 22 ноября 1971 года) — первое крупное сражение между Индией и Пакистаном в ходе третьей индо-пакистанской войны, произошедшее до её начала.

## Танковый бой
20 ноября произошли перестрелки между пакистанскими и индийскими пограничниками в районе Гарибпурской провинции Восточного Пакистана.
21 ноября чтобы помочь бенгальским сепаратистам индийский пехотный батальон под прикрытием роты танков ПТ-76 45-го полка вторгся на территорию Восточного Пакистана по направлению к Гарибпуру. 
В 6:00 22 ноября пакистанская пехотная бригада при поддержке танков провела серию контратак, все из которых были отбиты индийцами.В результате танкового боя между индийскими ПТ-76, Т-55 и ротой пакистанских M24 «Чаффи», пакистанская рота потеряла все 14 танков. Из них 8 было уничтожено и 3 захвачено огнём ПТ-76 и 3 уничтожено огнём Т-55.
В 9:00 над полем боя появилось три пакистанских истребителя F-86 «Сейбр», которые вывели из строя один индийский танк ПТ-76

## Воздушный бой
На перехват пакистанским истребителям взлетело звено индийских истребителей «Нэт» 22-й эскадрильи. В результате воздушного боя все три пакистанских «Сейбра» были поражены.
Первый пакистанский F-86, пилотируемый флайт-офицером Халил Ахмедом рухнул на индийской территории, лётчик взят в плен.
Второй пакистанский F-86, пилотируемый флайт-лейтенантом Первезом Куреши рухнул на индийской территории, лётчик взят в плен.
Третий пакистанский F-86, пилотируемый командиром эскадрильи Чаудхари, сумел дотянуть на повреждённом истребителе до пакистанской территории, где катапультировался.